# Вилиџ ов Бранч (Њујорк)
Вилиџ ов Бранч (енгл. Village of the Branch) град је у америчкој савезној држави Њујорк.

## Демографија
По попису из 2010. године број становника је 1.807, што је 88 (-4,6%) становника мање него 2000. године.
| Група             | 2000.         | 2010.         |
| Белци             | 1.779 (93,9%) | 1.671 (92,5%) |
| Афроамериканци    | 3 (0,2%)      | 23 (1,3%)     |
| Азијати           | 49 (2,6%)     | 42 (2,3%)     |
| Хиспаноамериканци | 57 (3,0%)     | 51 (2,8%)     |
| Укупно            | 1.895         | 1.807         |